# Sigrun Krause
Sigrun Krause, född 8 augusti 1955 i Steinbach-Hallenberg, är en längdskidåkare som tävlade för det tidigare Östtyskland under 1970-talet.